# Сапітон Григорій Львович
Григорій Сапітон (1901, с. Тупичів, Чернігівська губернія, Російська імперія — 29 січня 1954, м. Глухів, Сумська область, Українська РСР, СРСР) — український педагог, викладач, директор Глухівського учительського інституту (1947–1952).

## Життєпис
Народився 1901 у с. Тупичів Чернігівської губернії.
1918 прийнятий у громадянство Української Держави, з 1921 — у постійній зоні окупації большевицької Московії.

### Навчання
Улітку 1921 закінчив учительські курси, отримав фах учителя семирічної школи.
У 1921–1922 — учитель початкової школи у с. Вихвостів Чернігівської губернії.
Із 1922 по 1924 проходив військову службу в 135 полку в Миколаєві.
Упродовж 1924–1927 навчався на фізико-математичному факультеті Чернігівського інституту народної освіти.

### Викладацька діяльність
У 1927–1930 років працював викладачем фізики та електротехніки в профтехшколі смт. Добрянка, що на Чернігівщині. 1 вересня 1930 року переїхав до Шостки, де в 1930–1931 навчальному році працював асистентом Шосткинського хіміко-технологічного інституту. На початку вересня 1931 року переїхав до Чернігова, де наступний 1931–1932 навчальний рік працював асистентом Чернігівського інституту соціального виховання. У 1932 році знову повернувся на історичну Глухівщину, на цей раз надовго. Спочатку, з вересня 1932 по 23 травня 1934 року працював доцентом Глухівського сільськогосподарського інституту. Зазнавши безпідставної критики та гонінь був змушений рік не працювати та змінити місце роботи. Потрапивши «під роздачу» під час кампанії масової партійної чистки" Г. Сапітон зазнав безпідставної критики та гонінь. Звинувачений «у відсутності достатнього ділового зв'язку в своїй роботі та небажанні стати вище своїх зоологічних інтересів» був змушений рік перебувати без роботи та найголовніше, довге, без улюблених наукових пошуків. Через деякий час, у 1935 році перейшов до Глухівського технікуму механізації сільського господарства, де обійняв посаду завідувача учбової частини та викладав електротехніку. Через два роки знову змінив місце роботи: у 1937–1939 роках обіймав посаду завідувача учбової частини Глухівської школи № 3. Також за сумісництвом з 1 вересня 1938 року почав працювати викладачем фізики в Глухівському учительському інституті, до якого повністю перейшов в 1939 році. Якраз у перший день другої світової війни 1 вересня 1939 року був призначений старшим викладачем фізики та деканом фізико-математичного факультету Глухівського учительського інституту. Продуктивну педагогічну діяльність перервав початок фашистської окупації Глухівщини 27 серпня 1941 року.
Упродовж 1941–1944 років перебував у евакуації, де з 21 жовтня 1941 року працював викладачем електротехніки Дятьковського склокерамічного технікуму в місті Вольську Саратовської області, евакуйованого з Брянської області. Одночасно з 1 жовтня 1942 по 10 жовтня 1943 рік за сумісництвом працював викладачем фізики Вольського учительського інституту (з 1999 року — Вольське педагогічне училище імені Ф. І. Панфьорова).
З поверненням радянської влади на Глухівщину восени 1943 року за викликом народного комісаріату освіти Української РСР прибув з евакуації у розпорядження Глухівського учительського інституту та 17 лютого 1944 року знову обійняв посади старшого викладача фізики, завідувача кафедри фізики та декана фізико-математичного факультету (завідувача фізико-математичного відділу) Глухівського учительського інституту.
1 вересня 1947 року вченого було призначено директором Глухівського учительського інституту. У 1949 році до 75-річчя Глухівського учительського інституту став автором рукопису з історії закладу вищої освіти 1950 року склав кандидатські іспити з педагогіки. Працював над написанням кандидатської дисертації. Викладав у інституті фізику та методику фізики. 8 серпня 1952 року наказом міністра освіти УРСР № 637/К від 2 серпня 1952 року звільнений з посади директора Глухівського учительського інституту з формулюванням «як такого, що не забезпечив керівництва інститутом». Продовжував працювати у закладі на посаді завідувача та старшого викладача кафедри фізики. На початку 1953 року брав 10-денне наукове відрядження для роботи в Київському республіканському історичному архіві для написання дисертації. З листопада 1953-го по січень 1954 років перебував у творчій відпустці для завершення роботи над дисертацією. Помер 29 січня 1954 року. Похований на Вознесенському кладовищі міста Глухова на Сумщині.